# Mikuni World Stadium Kitakyūshū
Das Mikuni World Stadium Kitakyūshū (jap. ミクニワールドスタジアム北九州, Mikuni Wārudo Sutajiamu Kitakyūshū) ist ein Rugby- und Fußballstadion in der japanischen Großstadt Kitakyūshū in der Präfektur Fukuoka auf der Insel Kyūshū. Die Anlage mit 15.066 Plätzen ist Spielstätte des Fußballclubs Giravanz Kitakyūshū, der momentan in der J3 League spielt. Das Unternehmen Mikuni Corporation wurde vor der Eröffnung Namenssponsor für insgesamt 30 Mio. ¥ (rund 212.000 Euro).

## Geschichte
Die ersten Pläne für das Stadion stammen aus dem Jahr 2010, als Giravanz Kitakyūshū erstmals in die J2 League aufstieg. Ursprünglich sollte die Sportstätte 10.000 Plätze erhalten. Im Verlauf der Planungen erhöhte man die Kapazität auf 15.000 Besucher, um im Falle eines Aufstiegs in die J1 League dort Spiele austragen zu dürfen. Darüber hinaus wurde eine Möglichkeit der Erweiterung auf 20.000 Plätze vorgesehen. Als Standort wurde ein Gelände in der Nähe des Stadtzentrums ausgewählt, dort befand sich zuvor eine Parkplatzfläche. In südlicher Nachbarschaft grenzt das Kitakyūshū International Conference Center an. Direkt hinter der unüberdachten Gegentribüne im Osten liegt die Kammon-Straße, eine Seestraße zwischen den Hauptinseln Honshū (Präfektur Yamaguchi) und Kyūshū (Präfektur Fukuoka). Um das Stadion auf dem Parkplatz bauen zu können, musste die Straße neben dem Gelände nach Westen verlegt werden. Der Bau startete am 16. April 2015 und dauerte weniger als zwei Jahre. Am 18. Februar 2017 wurde die Sportstätte mit einem Benefiz-Rugbyspiel eingeweiht. Die Fußballer von Giravanz Kitakyūshū traten zur eigentlichen Eröffnung am 12. März gegen Blaublitz Akita an. Die Mannschaften trennten sich am ersten Spieltag der Saison 2017 vor 14.935 Zuschauern mit einem 1:1-Unentschieden.
Die Zuschauer betreten das Stadion über ein Rampensystem. Die Heimfans nutzen hauptsächlich die Süd- und Westseite, aber auch die Nordseite der Gästefans. Um die Sportstätte verlaufen großzügige Gehwege. Die Wasserseite im Osten wurde wegen Platzmangels ausgespart. Das Mikuni World Stadium Kitakyūshū ist das einzig bekannte Stadion mit einem offiziellen Angelverbot. Die vorderste Reihe der enggeschnittenen Spielstätte ist nur acht Meter vom Spielfeld entfernt. Die Höhe der Abgrenzung zum Rasen beträgt gerade einmal 65 Zentimeter. Die LED-Flutlichtanlage leistet eine Beleuchtungsstärke von 1500 Lux. Sie senkt deutlich den Stromverbrauch im Gegensatz zu einer herkömmlichen Anlage mit Scheinwerfern. Das Stadion wurde so konstruiert, dass es großen Windgeschwindigkeiten und Erdbeben widersteht. Die Tribünendächer sind so konstruiert, dass sie mit Photovoltaikanlagen ausgerüstet werden können. Die Baukosten sollten unter zehn Mrd. ¥ bleiben, jedoch stiegen sie durch die vorher nicht eingeplante Überdachung der Hintertortribünen im Norden und Süden. Letztlich lag der Endpreis bei 10,7 Mrd. ¥. Zum Budget trugen u. a. die nationale Lotterie und private Unternehmen aus der Region Fukuoka bei. Am Stadion stehen nur wenige Parkplätze zur Verfügung, es sind aber nur rund sechs Gehminuten bis zum Bahnhof Kokura. Die Bahnstation ist u. a. Haltepunkt der Schnellfahrstrecke San’yō-Shinkansen mit dem Hochgeschwindigkeitszug Shinkansen.

## Galerie

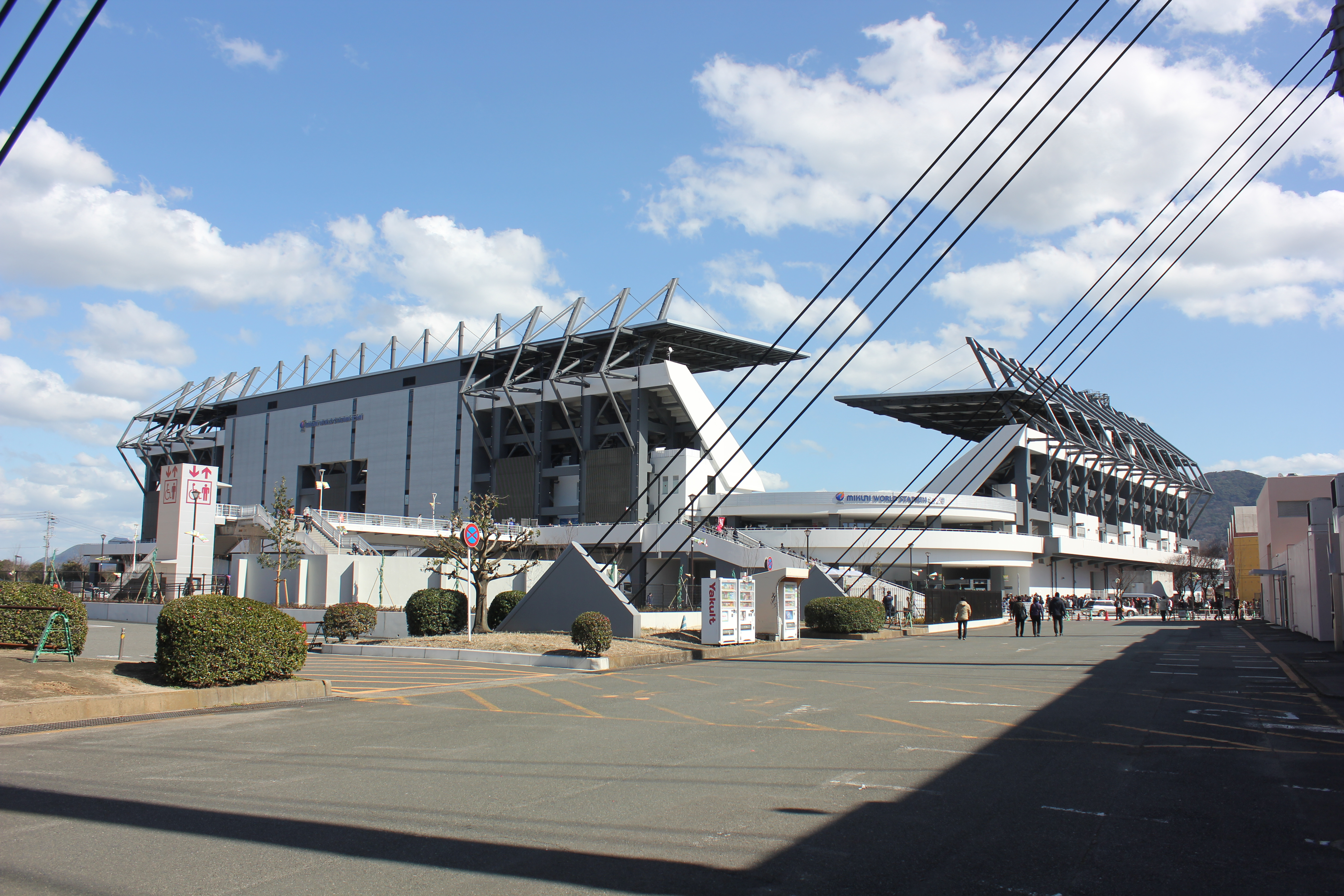
Außenansicht des Mikuni World Stadium Kitakyūshū (Februar 2017)
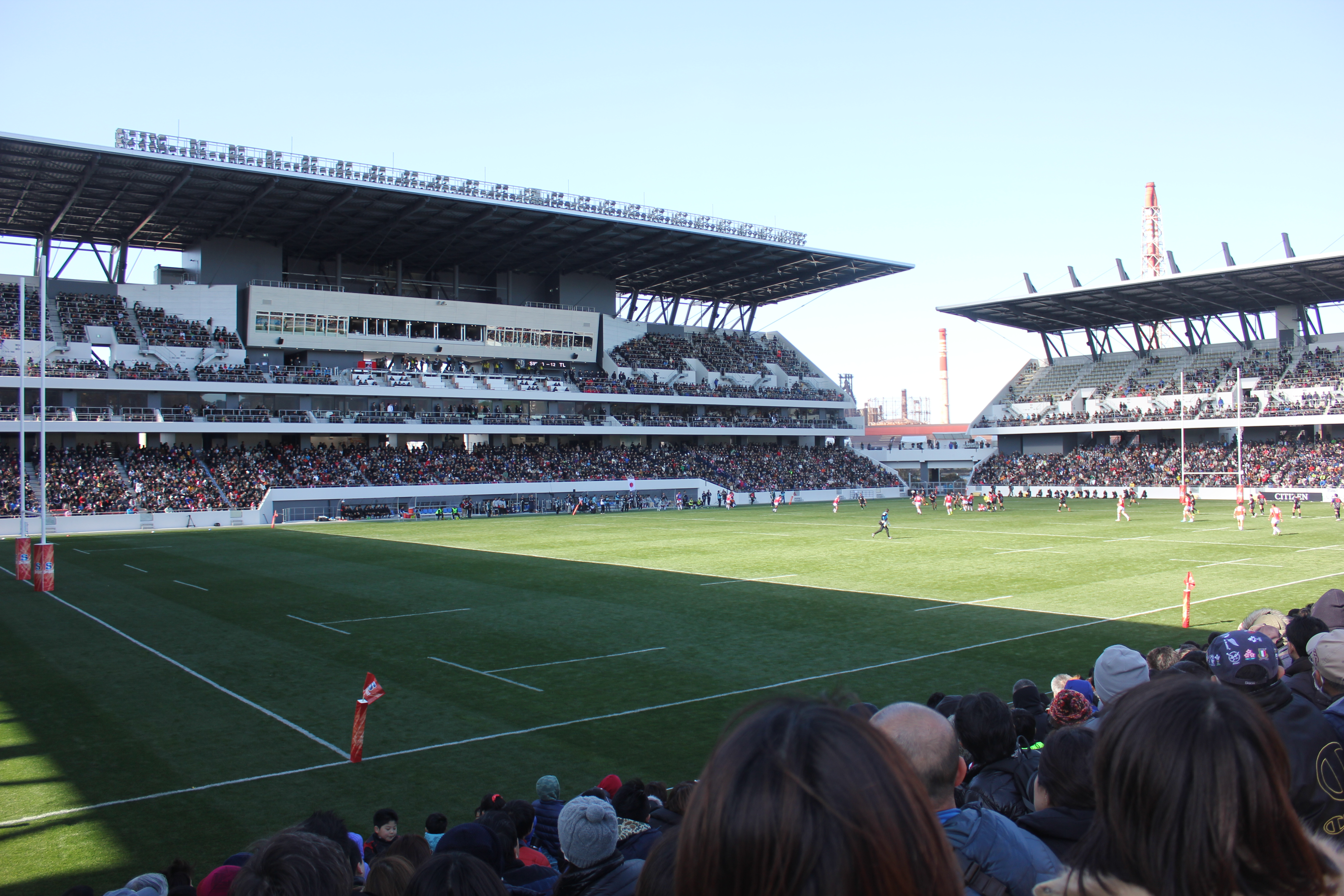
Das Stadion wurde am 18. Februar 2017 mit einem Rugbyspiel eröffnet
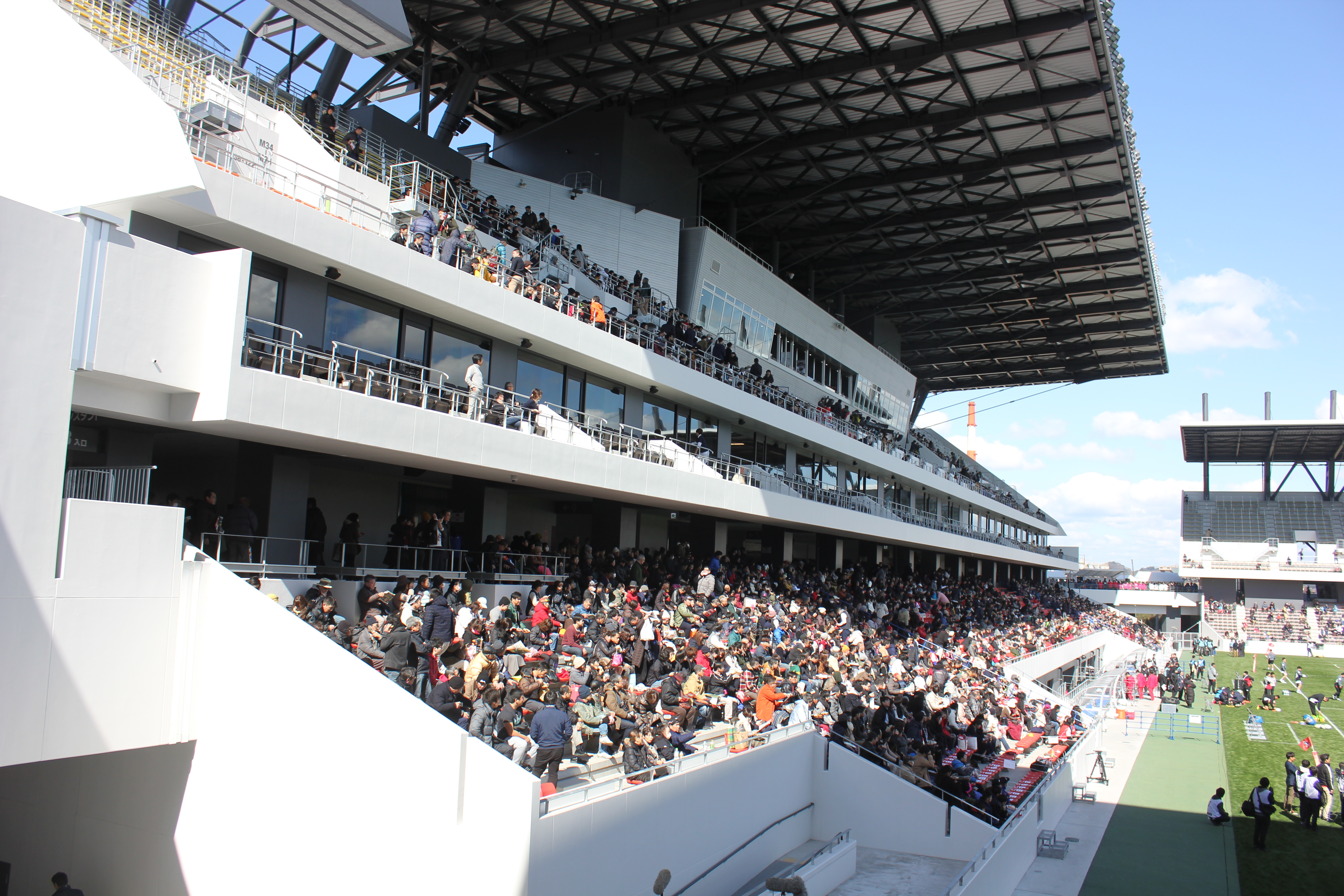
Die Haupttribüne (Februar 2017)
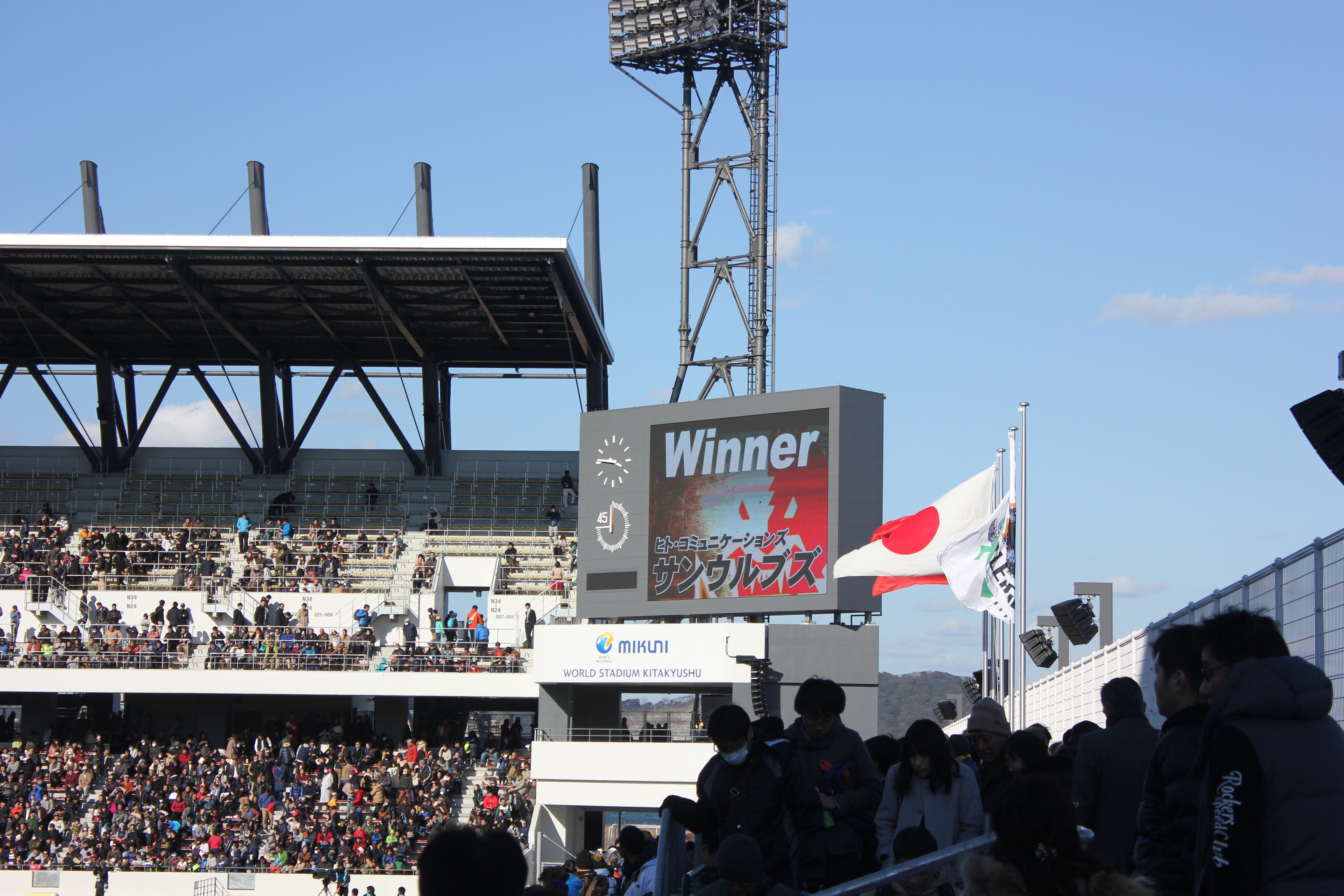
Die Videowand des Stadions (Februar 2017)
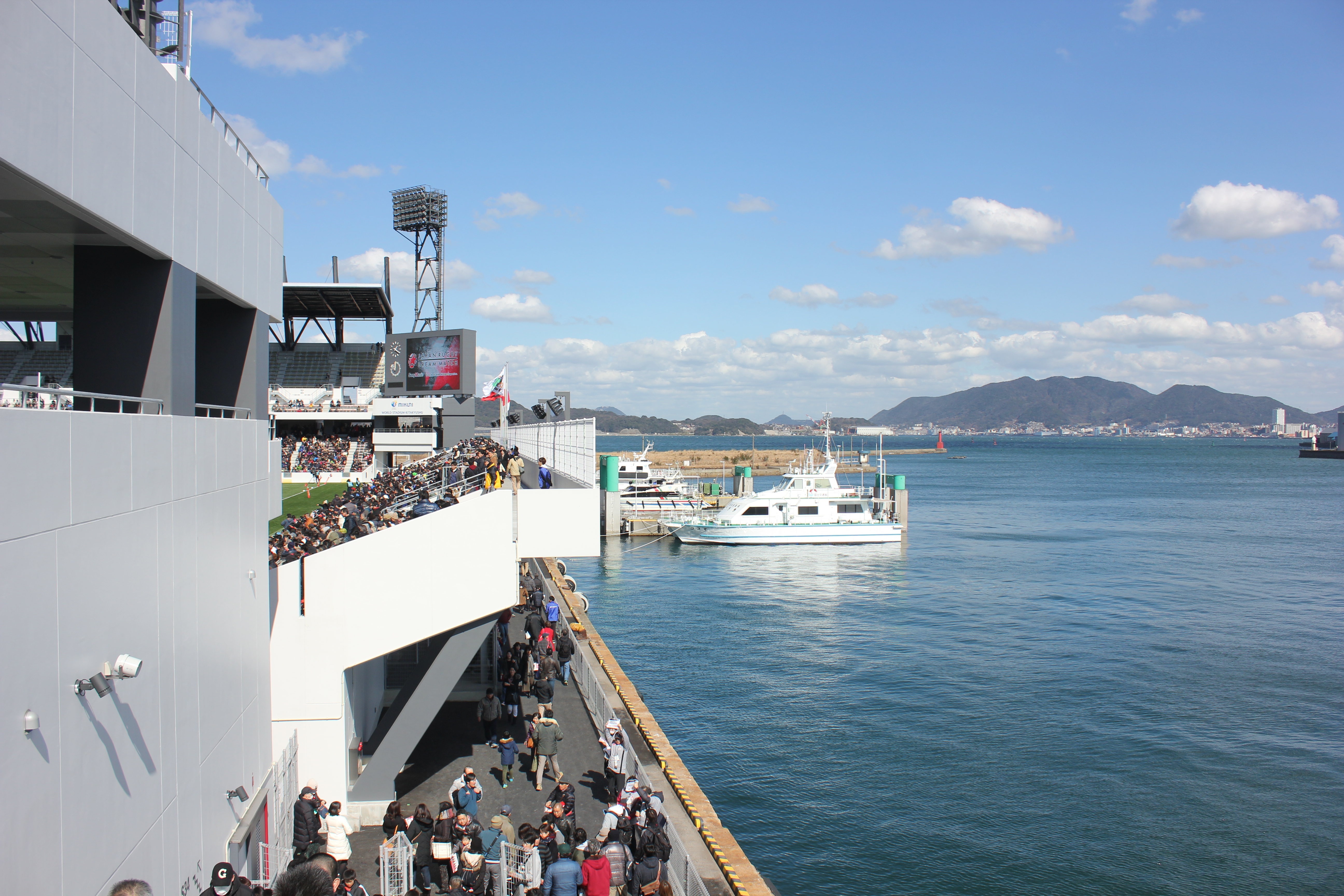
Direkt hinter der Gegentribüne liegt die Kammon-Straße (Februar 2017)